# Gabriel Green
Gabriel Green (sinh ngày 11 tháng 11 năm 1924 ở Whittier, California, qua đời ngày 8 tháng 9 năm 2001 tại Thung lũng Yucca, California) là nhà nghiên cứu UFO đầu tiên đã tuyên bố tiếp xúc với người ngoài hành tinh. Green là một ứng cử viên Tổng thống Hoa Kỳ được đề cử vào năm 1960 và 1972.

## Tiểu sử
Green tuyên bố đã tốt nghiệp với bằng tiến sĩ Vật lý tại trường UC Berkeley vào năm 1953, và đã có một số đóng góp quan trọng cho Mô hình Chuẩn của hạt cơ bản, nhưng lý lịch giáo dục thực tế của ông dường như đã được mua lại tại trường Woodbury Business College ở Los Angeles. Trong suốt đời mình ông làm nghề nhiếp ảnh cho hệ thống trường học ở Los Angeles. Green có lẽ là một trong số ít những người tiếp xúc UFO cổ điển nổi tiếng của thập niên năm 1950, họ từng tuyên bố đã gặp gỡ và trò chuyện với những người Anh em Vũ Trụ từ các hành tinh khác và dạo chơi bằng tàu vũ trụ của họ.
Ông đứng ra thành lập Câu lạc bộ Đĩa bay Hợp nhất Hoa Kỳ, Inc. có trụ sở đặt tại California vào năm 1957, khoảng cùng thời điểm ông đã công bố cuộc gặp mặt của mình với phi hành đoàn bay từ hành tinh chưa từng biết đến với tên gọi Korendor, có quỹ đạo quay quanh ngôi sao bộ ba Alpha Centauri. Giống như George Adamski và hầu hết những người liên lạc khác trong thời kỳ này, ông nói rằng ông có thể duy trì mối liên hệ liên tục bằng thần giao cách cảm với những người ngoài hành tinh khôn ngoan và hữu ích mà mình đã gặp. Trong cuộc bầu cử Tổng thống Hoa Kỳ năm 1960, ông tuyên bố mình đại diện cho Đảng Đĩa bay Toàn cầu (Universal Flying Saucer Party), và dựa vào triết lý chính trị của ông về "Kinh tế Toàn cầu Thế giới Hợp nhất" (United World Universal Economics). Ông cũng gặp thất bại khi ứng cử vào Thượng viện Hoa Kỳ năm 1962 ở California, tuyên bố đã tích lũy được trên 171.000 phiếu bầu.
Năm 1967 ông xuất bản cuốn sách duy nhất của mình với tên gọi Let's Face Facts about Flying Saucers (Hãy đối mặt sự thực về đĩa bay). Năm 1972 ông lại ứng cử lần nữa, lần này là ở Iowa, chức Tổng thống Hoa Kỳ, thu thập ít hơn 200 phiếu bầu. Giống như hầu hết nếu không phải là tất cả những người tiếp xúc UFO những năm 1950, Green dường như quan tâm đến các chủ đề Thời đại Mới/Thuyết thần trí như luân hồi, lên đồng, chiêu hồn và hiện tượng tâm linh hơn là một vị tiên tri thể hiện sự khôn ngoan được cho là thu được từ những lần liên lạc với người ngoài hành tinh thân thiện. Cũng—giống như hầu hết những người tiếp xúc mờ nhạt khác—ông cuối cùng đã quyết định thoái lui chính trường, di chuyển đến vùng lân cận Thung lũng Yucca, California sau lần ứng cử Tổng thống cuối cùng của mình, và sau đó ít khi xuất hiện trước công chúng cho đến khi ông mất khoảng ba thập kỷ sau đó.